# Phylloscopus armandii
El mosquitero de David (Phylloscopus armandii) es una especie de ave paseriforme de la familia Phylloscopidae propia de China y el norte del sureste asiático. Su nombre conmemora al naturalista francés Armand David.

## Distribución y hábitat
Se reproduce en casi todo el territorio de China y migra al sur, hacia Yunnan y al sector norte del sureste de Asia. Su hábitat natural son los bosques templados.